# Růže malokvětá
Růže malokvětá (Rosa micrantha) je keřovitá rostlina z příbuzenského okruhu růže vinné (Rosa rubiginosa agg.), patřící k původním druhům české květeny.

## Popis

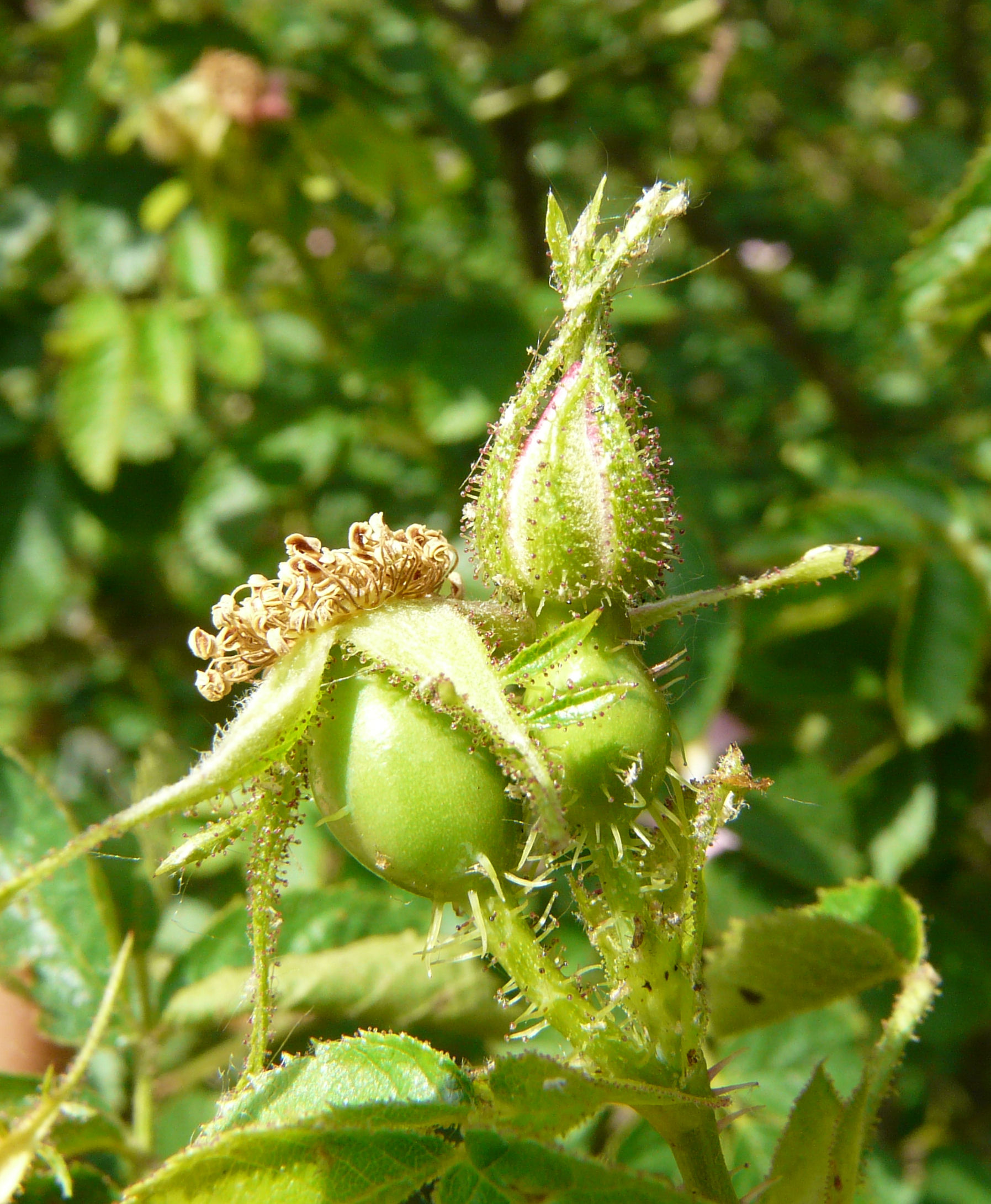
Detail žláznatých kališních lístků a jejich postavení po odkvětu

Opadavý obloukovitě rostoucí keř dosahující výšky maximálně 250 cm, zřídka též opíravá liána, s hákovitě zakřivenými ostny a mezi nimi nepravidelně rozmístěnými jehlicovitými ostenci a štětinami. Listy jsou lichozpeřené, 5–7četné, s okrouhlými, eliptickými nebo zašpičatělými lístky, které jsou zespodu hustě žláznaté a řídce chlupaté; silice žlázek voní slabě po jablkách. Květy jsou velmi drobné (2–3 cm v průměru), slabě vonné, jednotlivé nebo v chudých chocholičnatých květenstvích, na krátkých, hustě stopkatě žláznatých stopkách. Koruna je světle růžová, kališní lístky žláznaté, vnější tři zpeřené s nečetnými přívěsky, po odkvětu se sklánějí směrem k šípku, zasychají a záhy opadávají. Čnělek je nápadně málo, jsou zpravidla lysé nebo řídce chlupaté. Plodem je drobný (10–15 mm) červený šípek elipsovitého tvaru a s úzkým ústím, na bázi štětinatě žláznatý. Jde o pentaploidní druh, ploidie 2n=35. Krom generativního rozmnožování se šíří též kořenovými výběžky.

## Ekologie a rozšíření
Jako většina ostatních růží je i růže malokvětá rostlinou silně světlomilnou, jen výjimečně rostoucí při méně než 40 % rozptýleného slunečního záření dopadajícího na volnou plochu, zato však dokáže tolerovat suchá, živinami chudá stanoviště. Vyžaduje dostatek vápníku v půdě. Vyrůstá v nízkých i vysokých mezofilních až xerofilních křovinách, na mezích, pastvinách a v travinobylinných ladech, často ve společnosti ostatních, blízce příbuzných žláznatých růží (růže vinná, růže polní). V ČR se vyskytuje velmi řídce až vzácně od nížin po vyšší pahorkatiny, nejvíce na jihozápadní Moravě (Znojemská pahorkatina) a v okolí Brna, je zde řazena mezi ohrožené druhy kategorie C3. Celkový areál zahrnuje převážnou většinu Evropy, zasahuje též do severní Afriky, Malé Asie a na Kavkaz.